# Maksimilijan I. Veliki, bavarski izborni knez
Maksimilijan I. Veliki (München, 17. travnja 1573. – Ingolstadt, 27. rujna 1651.), bavarski izborni knez iz dinastije Wittelsbach. Vladao je od 1597. godine.
Nasuprot protestantskoj Uniji osnovao je 1609. katoličku Ligu. Bio je jedan od najistaknutijih katoličkih boraca u Tridesetogodišnjem ratu (1618. – 1648.). Westfalskim mirom 1648. potvrđen je kao bavarski izborni knez.